# Dušan Vlahović
Dušan Vlahović (Servisch: Душан Влаховић) (Belgrado, 28 januari 2000) is een Servisch voetballer die doorgaans als aanvaller speelt. Hij tekende in januari 2022 een contract tot 2026 bij Juventus, dat 81.6 miljoen euro voor hem betaalde aan Fiorentina. Vlahović maakte in 2020 zijn debuut in het Servisch voetbalelftal.

## Clubcarrière
Vlahović speelde in de jeugd bij achtereenvolgens Altina Zemun, OFK Beograd en FK Partizan. Hij debuteerde op 21 februari 2016 onder coach Ivan Tomić in de Servische Superliga, in een met 2–1 verloren wedstrijd uit bij zijn oude club OFK Beograd. Hij viel die dag in de 70e minuut in voor Ismaël Béko Fofana. Zijn eerste doelpunt volgde op 2 april 2016. Vlahović mocht toen in de rust invallen voor Saša Lukić bij een 0–2 achterstand thuis tegen Radnik Surdulica. Vlahović maakte na 54 minuten de aansluitingstreffer, waarna Partizan door twee doelpunten van Saša Ilić alsnog met 3–2 won. Hij scoorde dat seizoen ook in zowel de halve finale als de finale van het toernooi om de dat jaar gewonnen Beker van Servië. Met zes basisplaatsen en een invalbeurt speelde Vlahović een marginale rol in het in 2016/17 gewonnen landskampioenschap van Partizan. Hij droeg daarnaast tien minuten bij aan het opnieuw winnen van de beker.
Na een aankondiging in augustus 2017 dat hij op zijn achttiende naar Fiorentina zou vertrekken, stelde Partizan Vlahović in het seizoen 2017/18 niet op in het eerste elftal. Hij verruilde Partizan in juli 2018 daadwerkelijk voor Fiorentina. Coach Stefano Pioli liet hem op 25 september 2018 debuteren in de Serie A. Hij viel die dag in de 84e minuut in voor Marco Benassi in een met 2–1 verloren wedstrijd uit bij Internazionale. Dat jaar speelde hij tien wedstrijden voor de Italiaanse club. Hij kwam onder Pioli's opvolgers Vincenzo Montella en Giuseppe Iachini geleidelijk aan meer aan spelen toe. Vlahović maakte op 10 november 2019 zijn eerste doelpunten in de Serie A. Hij bracht Fiorentina toen zowel op 5–1 als 5–2 in een met diezelfde cijfers verloren wedstrijd uit bij Cagliari.
In januari 2022 verruilde hij Fiorentina voor Juventus, waar hij een contract tekende tot medio 2026. De Italiaanse hoofdmacht legde circa €81.600.000 voor Vlahović neer.

## Clubstatistieken
| Seizoen     | Club        | Competitie  | Competitie | Competitie | Competitie | Beker | Beker | Beker | Internationaal | Internationaal | Internationaal | Totaal | Totaal | Totaal |
| Seizoen     | Club        | Competitie  | Wed.       | Dlp.       | Ass.       | Wed.  | Dlp.  | Ass.  | Wed.           | Dlp.           | Ass.           | Wed.   | Dlp.   | Ass.   |
| ----------- | ----------- | ----------- | ---------- | ---------- | ---------- | ----- | ----- | ----- | -------------- | -------------- | -------------- | ------ | ------ | ------ |
| 2015/16     | FK Partizan | Superliga   | 14         | 1          | 1          | 4     | 2     | 0     | —              | —              | —              | 18     | 3      | 1      |
| 2016/17     | FK Partizan | Superliga   | 7          | 0          | 0          | 1     | 0     | 0     | 1              | 0              | 0              | 9      | 0      | 0      |
| Club Totaal | Club Totaal | Club Totaal | 21         | 1          | 1          | 5     | 2     | 0     | 1              | 0              | 0              | 27     | 3      | 1      |
| 2018/19     | Fiorentina  | Serie A     | 10         | 0          | 0          | 0     | 0     | 0     | —              | —              | —              | 10     | 0      | 0      |
| 2019/20     | Fiorentina  | Serie A     | 30         | 6          | 1          | 4     | 2     | 1     | —              | —              | —              | 34     | 8      | 2      |
| 2020/21     | Fiorentina  | Serie A     | 37         | 21         | 2          | 3     | 0     | 0     | —              | —              | —              | 40     | 21     | 2      |
| 2021/22     | Fiorentina  | Serie A     | 21         | 17         | 4          | 3     | 3     | 0     | —              | —              | —              | 24     | 20     | 4      |
| Club Totaal | Club Totaal | Club Totaal | 98         | 44         | 7          | 10    | 5     | 1     | 0              | 0              | 0              | 108    | 49     | 8      |
| 2021/22     | Juventus    | Serie A     | 15         | 7          | 1          | 4     | 1     | 1     | 2              | 1              | 0              | 21     | 9      | 2      |
| 2022/23     | Juventus    | Serie A     | 10         | 6          | 1          | 0     | 0     | 0     | 5              | 1              | 1              | 15     | 7      | 2      |
| Club Totaal | Club Totaal | Club Totaal | 25         | 13         | 2          | 4     | 1     | 1     | 7              | 2              | 1              | 36     | 16     | 4      |
| TOTAAL      | TOTAAL      | TOTAAL      | 144        | 58         | 10         | 19    | 8     | 2     | 8              | 2              | 1              | 171    | 68     | 13     |

Bijgewerkt t/m 28 januari 2022.

## Interlandcarrière
Vlahović maakte deel uit van Servië –19 en Servië –21. Op 11 oktober 2020 maakte Vlahović zijn debuut voor Servië in een wedstrijd tegen in Hongarije in de UEFA Nations League.

## Erelijst
| Superliga        | 1x | 2016/17          |
| Beker van Servië | 2x | 2015/16, 2016/17 |